# Isobutylhexanoat
Isobutylhexanoat ist ein Carbonsäureester, der sich von Isobutanol und Hexansäure ableitet.

## Vorkommen
Isobutylhexanoat kommt in geringen Mengen in Wein vor. Die Verbindung wurde auch Berichten zufolge in Bananen, Weintrauben, Äpfeln, Aprikosen, Bier, Rum, Cognac, Malzwhisky, Apfelwein, Sherry, Traubenweinen, Passionsfrucht, Apfelbrand, Pflaumenwein, Quitte, Sanddorn (Hippophae rhamnoides L), stachellose Affenorange und Schale der chinesischen Quitte nachgewiesen.

## Gewinnung und Darstellung
Isobutylhexanoat kann direkt durch Veresterung von Isobutanol mit Hexansäure gewonnen werden.

## Verwendung
Isobutylhexanoat wird in geringem Umfang als Duftstoff verwendet, die weltweite Verwendungsmenge in diesem Bereich beträgt unter 100 kg pro Jahr. Es ist in der EU unter der FL-Nummer 09.064 als Aromastoff für Lebensmittel allgemein zugelassen.